# Strombulidens
Strombulidens là một chi rêu trong họ Ditrichaceae.